# Sant Boi de Llobregat
Sant Boi de Llobregat (em catalão e oficialmente) ou San Baudilio de Llobregat (em castelhano) é um município da Espanha, na comarca de Baix Llobregat, província de Barcelona, comunidade autónoma da Catalunha. Forma parte da Área Metropolitana de Barcelona. Tem 21,48 km² de área e em 2021 tinha 83 755 habitantes (densidade: 3 899,2 hab./km²).